# Gare d'Éguelshardt
La gare d'Éguelshardt est une gare ferroviaire française, fermée, de la ligne de Haguenau à Hargarten - Falck, située sur le territoire de la commune d'Éguelshardt dans le département de la Moselle en région Grand Est.
C'est une halte voyageurs de la Société nationale des chemins de fer français (SNCF) fermée en 1996.

## Situation ferroviaire
Établie à 256 mètres d'altitude, la gare d'Éguelshardt est située au point kilométrique (PK) 36,011 de la ligne de Haguenau à Hargarten - Falck, entre les gares fermée de Bannstein et de Bitche-Camp. Elle se trouve sur la section inexploitée de la ligne, entre Niederbronn-les-Bains et Sarreguemines.

## Histoire
La gare d'Éguelshardt est mise en service le 8 décembre 1869, lorsque la compagnie des chemins de fer de l'Est ouvre à l'exploitation la section de Sarreguemines à Niederbronn-les-Bains de la ligne d'Haguenau à Hargarten - Falck.
La section de Niederbronn-les-Bains à Bitche est fermée au service marchandises le 29 septembre 1996 et au service voyageurs le 4 novembre de la même année. Elle est susceptible d'être l'objet d'un projet de réouverture, car Bitche pourrait être reliée à Strasbourg en une heure par train TER (dans les années 2010, ce voyage nécessite une correspondance entre autocar et train à Niederbronn-les-Bains). Des études ont été effectuées pour cette éventuelle future réouverture, chiffrant ainsi le montant des travaux de remise en état de l'infrastructure à 35 millions d'euros, soit bien plus qu'au moment de la fermeture. Il existe aussi un projet de reconversion en vélorail.

## Service routier de substitution
Depuis la fermeture de la halte ferroviaire, Éguelshardt est desservie par des autocars TER Lorraine de la ligne Niederbronn - Bitche.

## Patrimoine ferroviaire
Le bâtiment voyageurs et ses annexes sont toujours visibles sur place en 2019.